# إديث باريت
إديث باريت (بالإنجليزية: Edith Barrett)‏ هي ممثلة أمريكية، ولدت في 19 يناير 1907 في الولايات المتحدة، وتوفيت في 22 فبراير 1977 بألباكركي في الولايات المتحدة بسبب نوبة قلبية.

## وصلات خارجية
- إديث باريت على موقع IMDb (الإنجليزية)
- إديث باريت على موقع أول موفي (الإنجليزية)
- إديث باريت على موقع قاعدة بيانات برودواي على الإنترنت (الإنجليزية)
- إديث باريت على موقع قاعدة بيانات الفيلم (الإنجليزية)